# Main-Tauber-Fränkischer Radachter
Der Main-Tauber-Fränkische Radachter (auch in der Schreibung Main-Tauber-Fränkische Rad-Achter) ist ein Radwanderweg durch das Main- und Taubertal mit 552 Kilometern Gesamtstrecke. Der Rad-„Achter“ bildet mit einem „West“- und einem „Ostring“ die Form einer „8“ rund um Lauda-Königshofen.

## Geschichte
Der Main-Tauber-Fränkische Radachter wurde 1991 als landschaftsübergreifende Radtour ausgewiesen. Am 3. Juli 2016 wurde das 25-jährige Jubiläum mit einer Geburtstagsradtour von Freudenberg am Main bis nach Wertheim zum Weinfest „Schöpple“ gefeiert. Zum 30-jährige Jubiläum des Main-Tauber-Fränkischen Rad-Achter wird im Jahr 2021 eine Radsternfahrt organisiert. Diese wird voraussichtlich zum Weinfest nach Markelsheim führen.

## Strecke

### Profil und Charakteristika
Der Radachter verbindet die beiden ersten durch den Allgemeinen Deutschen Fahrrad-Club (ADFC) mit 5 Sternen ausgezeichneten Radwege Deutschlands – den Main-Radweg und den Taubertalradweg – entlang der Flusslandschaften von Main und Tauber mit zahlreichen Weindörfern, Schlössern, Burgen und Klöstern. Der Gaubahn-Radweg liegt ebenfalls auf der Strecke. Meist führt der Radachter über asphaltierte, autofreie Wege und ist für normale Tourenräder geeignet. Die Strecke weist bis auf den Streckenabschnitt durch den Odenwald nur geringe Steigungen auf. Der Radweg ist ausgeschildert. Landschaftlich ist der Radweg durch das waldreiche fränkische und tauberfränkische Hügelland geprägt. An den Seiten des Main- und Taubertals und seiner Nebentäler ist eine Steinriegellandschaft typisch. In den Talniederungen liegen ausgedehnte Obst- und Weinanbaugebiete.

### Varianten
Der Main-Tauber-Fränkische Radachter ist insgesamt 552 Kilometer lang. Der West- und Ostring beginnt und endet offiziell jeweils in Lauda-Königshofen. Daneben können auch andere Ausgangs- und Endpunkte gewählt werden.

#### Westring
Der Westring führt auf 152 Kilometern Länge von Lauda-Königshofen über Buchen, Miltenberg und Wertheim zum Ausgangspunkt nach Lauda-Königshofen. Alternativrouten ergänzen den Radachter: Bei Rosenberg (eine längere Variante über Osterburken oder eine kürzere Variante auf direktem Weg nach Bofsheim), bei Buchen (Alternativrouten über Walldürn oder über Hettigenbeuern nach Amorbach) und bei Wertheim (bis zum Ende des Westrings nach Lauda-Königshofen oder eine Fortsetzung auf dem Ostring).
1. Etappe – Lauda-Königshofen bis Buchen (49 km)
2. Etappe – Buchen bis Miltenberg (32 km über Hettigenbeuern; 35 km über Walldürn)
3. Etappe – Miltenberg bis Wertheim (32 km)
4. Etappe – Wertheim bis Lauda-Königshofen (39 km)

Ansichten des Rad-Achter-Westrings
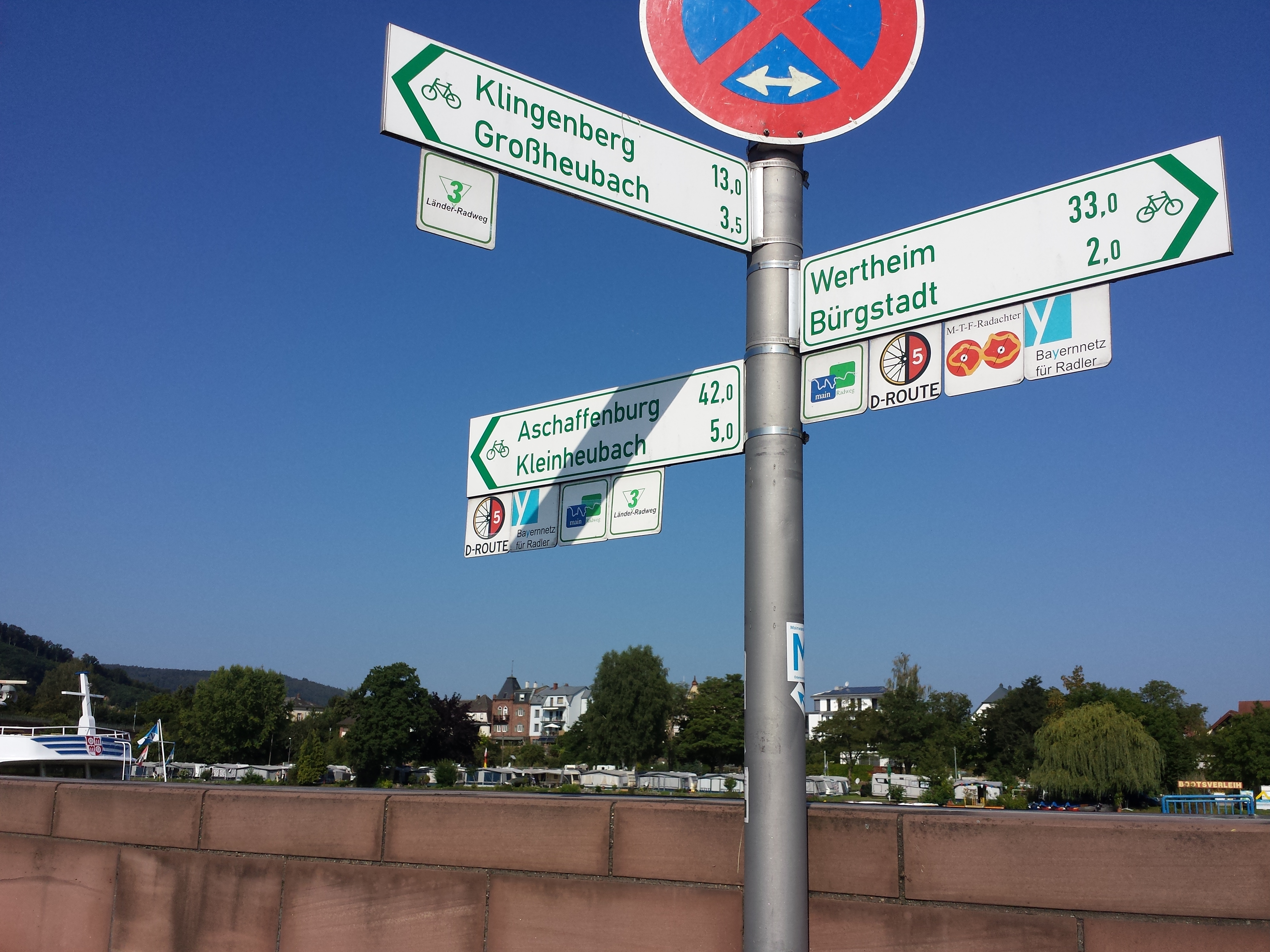
Hinweisschild für den M-T-F Rad-Achter in Miltenberg
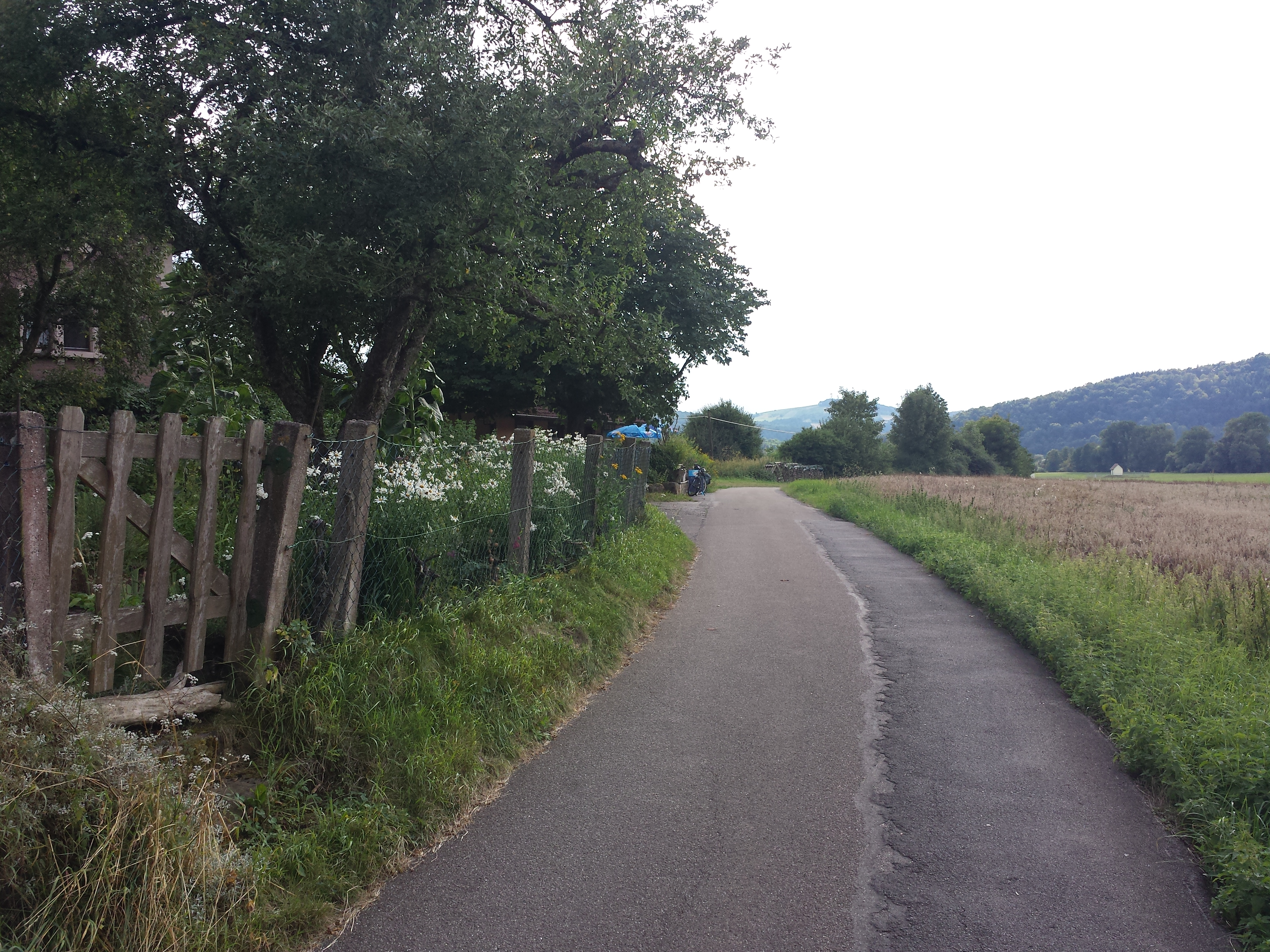
Radweg zwischen Wertheim und Lauda-Königshofen

#### Ostring
Der Ostring verläuft auf einem 234 km langen Rundkurs von Lauda-Königshofen nach Weikersheim, Ochsenfurt, Würzburg, Gemünden am Main, Marktheidenfeld und Wertheim bis zum Ausgangspunkt nach Lauda-Königshofen. Alternativrouten ergänzen den Rad-Achter: Bei Bieberehren (eine kürzere Variante über den Gaubahn-Radweg und eine längere Variante mit einer Zwischenstation in Rothenburg ob der Tauber), bei Würzburg (eine kürzere Variante über Wittighausen und Grünsfeld bis zum Ziel in Lauda-Königshofen oder eine längere Variante mit Fortsetzung auf dem Main-Radweg, sowohl links als auch rechts des Mains bis Zellingen), bei Zellingen (eine kürzere Variante über Leinach bis Marktheidenfeld oder eine längere Variante mit Fortsetzung auf dem Main-Radweg), bei Lohr am Main (Alternativrouten sowohl links als auch rechts des Mains bis Marktheidenfeld) und bei Wertheim (bis zum Ende des Ostrings nach Lauda-Königshofen oder eine Fortsetzung auf dem Westring).
5. Etappe – Lauda-Königshofen bis Weikersheim (28 km)
6. Etappe – Weikersheim bis Ochsenfurt (38 km; 44 km mit einer Alternativroute über Creglingen bis Rothenburg ob der Tauber; 26 km mit einer Alternativroute von Rothenburg ob der Tauber über Waldmannshofen und Aub)
7. Etappe – Ochsenfurt bis Würzburg (22 km)
8. Etappe – Würzburg bis Gemünden am Main (47 km; 21 km mit der Alternativroute Würzburg-Veitshöchheim-Zellingen; 21 km mit der Alternativroute Zellingen-Marktheidenfeld)
9. Etappe – Gemünden am Main bis Marktheidenfeld (34 km; 19 km mit der Alternativroute Neustadt-Marktheidenfeld)
10. Etappe – Marktheidenfeld bis Wertheim (26 km)
11. Etappe – Wertheim bis Lauda-Königshofen (39 km)

#### Sonderetappen
Mehrere Sonderetappen mit insgesamt 166 Kilometern Länge ergänzen den Main-Tauber-Fränkischen Rad-Achter.
1. Sonderetappe – Assamstadt (45 km; auf dem Westring; Radweg/Kennzeichnung „Liebliches Taubertal Erlebnistour 3“)
2. Sonderetappe – Großrinderfeld (31 km; auf dem Ost- oder Westring; 20 km Alternativstrecke über Werbachhausen; Radweg/Kennzeichnung bei Streckenverlauf über Grünsfeldhausen „Liebliches Taubertal Erlebnistour 4“ und bei Streckenverlauf über Werbachhausen „Liebliches Taubertal Erlebnistour 5“)
3. Sonderetappe – Grünsfeld und Wittighausen (38 km; auf dem Ost- oder Westring; Radweg/Kennzeichnung „Liebliches Taubertal Erlebnistour 4“)
4. Sonderetappe – Niederstetten (40 km; auf dem Ostring; Radweg/Kennzeichnung  bis Niederstetten „Hohenloher Residenzenweg“, bis Klingen örtliche Ausschilderungen, ab Klingen „Liebliches Taubertal – Der Klassiker“)

### Anschlüsse

#### Radwanderwege
In verschiedenen Richtungen lässt sich die Reise auf dem Fahrrad fortsetzen. Bei Rothenburg ob der Tauber entweder nach Osten über die Frankenhöhe auf dem Altmühltalradweg, nach Nord-Osten auf dem Aischtalradweg oder nach Süden über den Radfernweg Romantische Straße nach Füssen oder den Tauber-Jagst-Weg an die Jagst bei Crailsheim und dann weiter über den Kocher-Jagst-Radweg. Der Deutsche Limes-Radweg kann zwischen Miltenberg und Großkrotzenburg angesteuert werden.
In mehreren Städten und Ortschaften tangiert der Rad-Achter den Jakobsweg Main-Taubertal. In Tauberbischofsheim besteht eine Verbindung zum Odenwald-Madonnen-Weg.

#### Bahn
Entlang der Strecke gibt es Personenbahnhöfe.